# 卢浑
卢浑（?—?），中國西汉、新朝年间匈奴呼韩邪单于之子，母亲是屠耆阏氏。
他的哥哥雕陶莫皋、且糜胥，咸、左贤王乐的母亲是第二大阏氏，且莫车、囊知牙斯的母亲是颛渠阏氏。13年，咸即位为乌累若鞮单于，以弟舆（第五阏氏之子）为左谷蠡王。囊知牙斯子苏屠胡为左贤王，以卢浑为右贤王。